# Mały Młyn w Gdańsku
Mały Młyn – zabytkowy budynek dawnego spichlerza w Śródmieściu Gdańska, obecnie błędnie zwany Małym Młynem. Położony jest przy ulicy Rajskiej 2 na Starym Mieście, obecnie pełni funkcje biurowe.

## Historia
Wzniesiony został na sklepieniu rozpiętym nad przekopanym w połowie XIV wieku Kanałem Raduni, w pobliżu kościoła św. Katarzyny. Gotycki budynek ceglany z dwuspadowym dachem krytym dachówką powstał około 1400 roku (między 1391 a 1407). Nie pełnił funkcji młyna, służył jako spichlerz produktów pochodzących z położonego po przeciwległej strony ulicy Wielkiego Młyna.
Spichlerz został przebudowany w XV wieku; wschodnia ściana szczytowa została wzmocniona masywnymi przyporami, a elewacja południowa (znajdująca się na Wyspie Młyńskiej) przelicowana. W XVIII wieku we wnętrzu wykonano podmurówkę z odsadzką. W końcu XIX wieku wykuto prostokątne otwory okienne i drzwiowe, z nadprożami wzmocnionymi stalowymi belkami. Budynek został niszczony w 1945 roku, pod koniec II wojny światowej. W wyniku powojennej odbudowy został pozbawiony gotyckiej fasady wschodniej oraz otrzymał zbyt wysoką więźbę dachową. 
Odbudowany, od 1967 roku mieści gdański oddział Polskiego Związku Wędkarskiego, tzw. Dom Wędkarza.

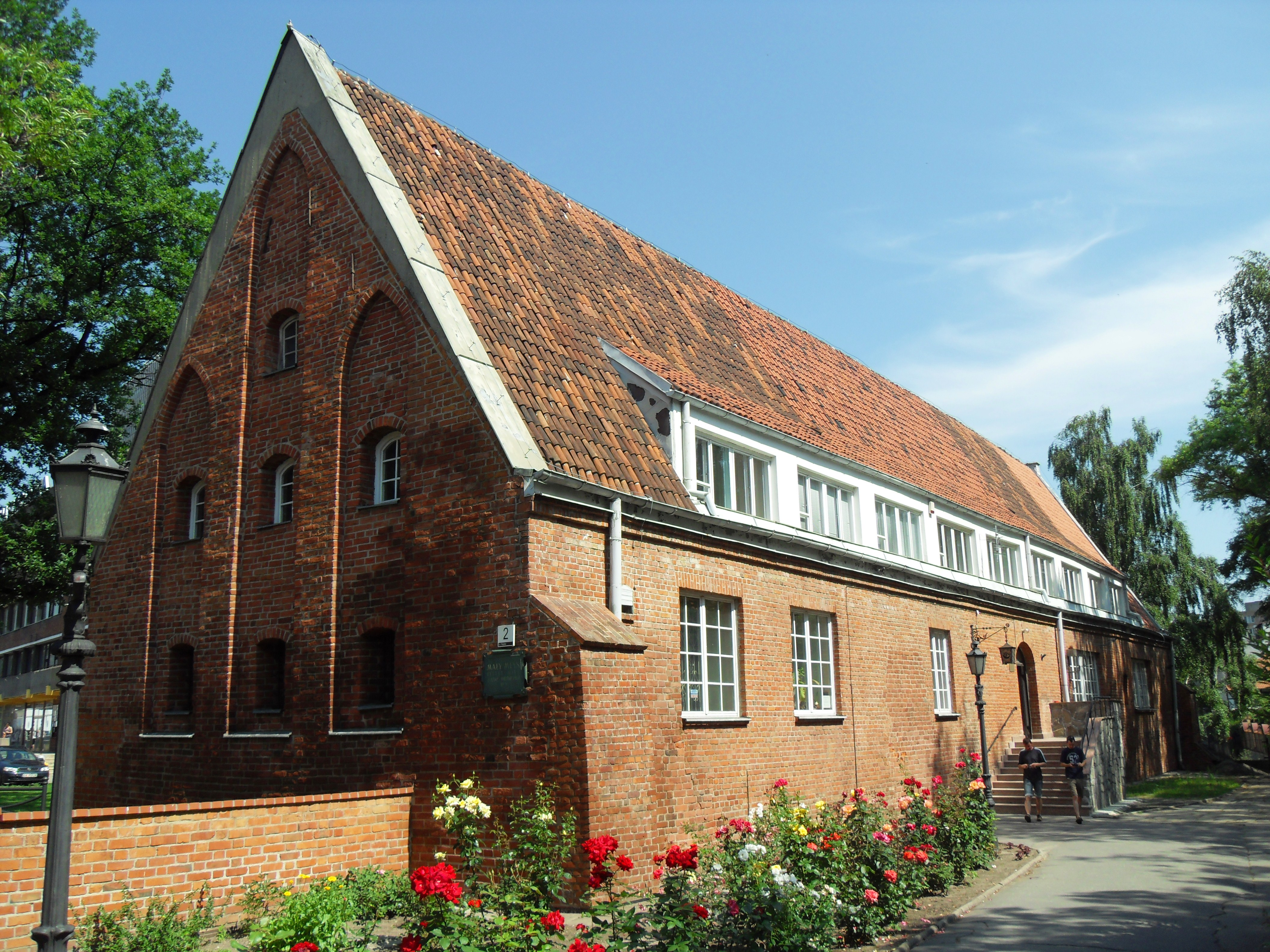
Elewacje zachodnia i południowa oraz Wyspa Młyńska
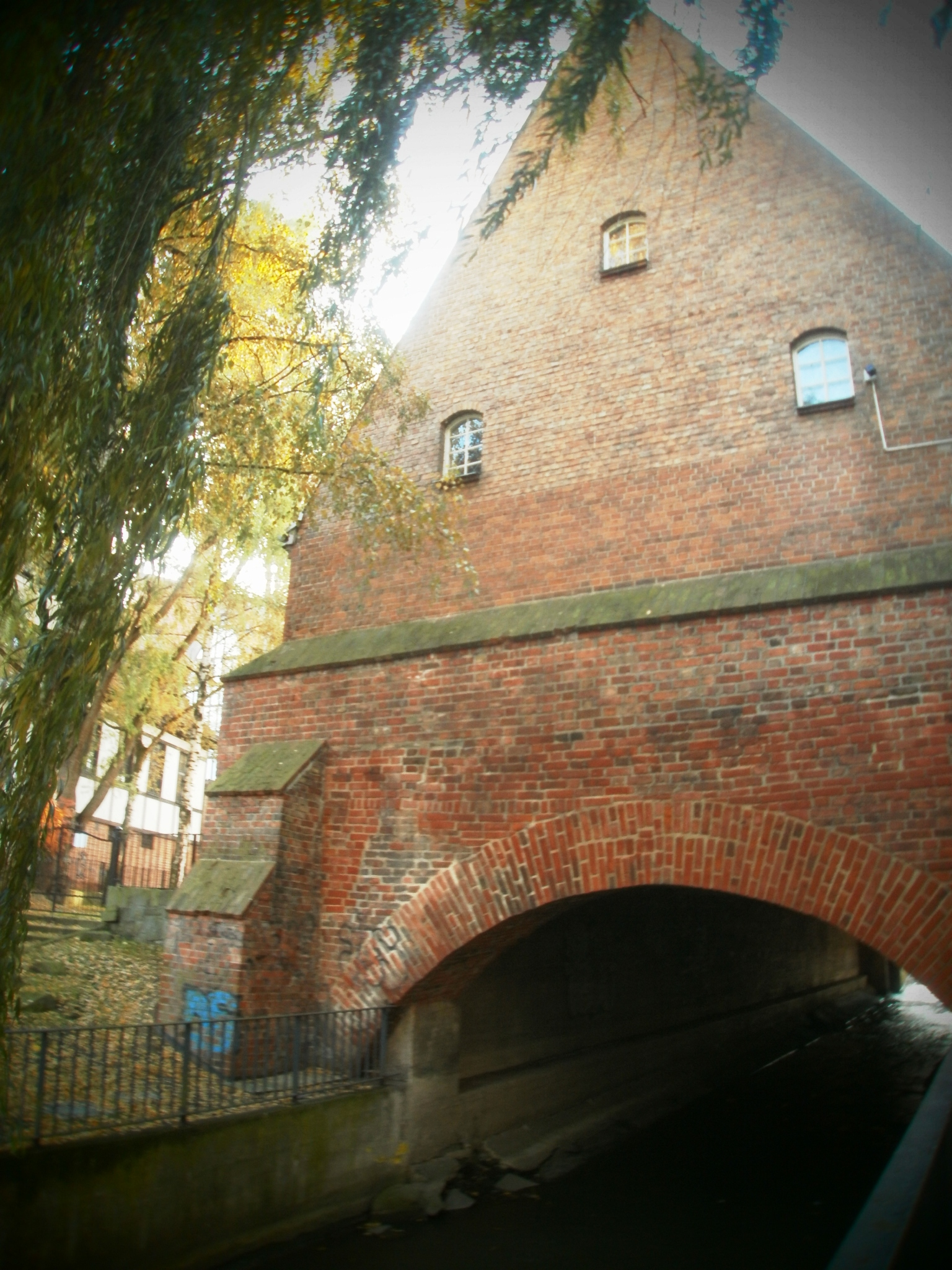
Fasada wschodnia z przyporami